# Петровац (Республика Сербская)
Община Петровац (серб. Општина Петровац) —  община (муниципалитет) в северо-западной части Республики Сербской в составе БиГ. Центр общины находится в посёлке Дринич. Относится к региону Баня-Лука, в частности, субрегиону Мрконич-Град.

## Население
По переписи населения 2013 года численность населения общины Петровац составила 367 человек, по переписи 1991 года (в 6-ти нп) —  1225 человек.
Этнический состав населения общины Петровац (в 6-ти нп) по переписи 1991 года:
- сербы — 1207 (98,53 %);
- хорваты — 5 (0,41 %);
- боснийские мусульмане — 0 (0,00 %);
- югославы — 7 (0,57 %);
- остальные, неопределённые и неопознанные — 6 (0,49 %).

Всего: 1225 чел.
Этнический состав населения довоенной общины Босански-Петровац (в 35-ти нп) по переписи 1991 года:
- сербы — 11694 (74,86 %);
- боснийские мусульмане — 3288 (21,04 %);
- хорваты — 48 (0,30 %);
- югославы — 366 (2,34 %);
- остальные, неопределённые и неопознанные — 225 (1,44 %).

Всего: 15 621 чел.

## Населённые пункты
В состав общины входят 6 населённых пунктов.
Список населённых пунктов общины Петровац с численностью населения по переписям 1991 и 2013 гг.: 
|   | нас. пункт      | серб.           | босн.           | 1991 г. | 2013 г. |
| - | --------------- | --------------- | --------------- | ------- | ------- |
| 1 | Бравски-Ваганац | Бравски Ваганац | Bravski Vaganac | 98      | 0       |
| 2 | Буковача        | Буковача        | Bukovača        | 298     | 0       |
| 3 | Бунара          | Бунара          | Bunara          | 106     | 0       |
| 4 | Дринич          | Дринић          | Drinić          | 363     | 348     |
| 5 | Кленовац        | Кленовац        | Klenovac        | 229     | 0       |
| 6 | Подсрнетица     | Подсрнетица     | Podsrnetica     | 131     | 0       |
|   | всего           |                 |                 | 1225    | 367     |

## История
После боснийской войны в 1995 году из состава общины Босански-Петровац (из 35-ти нп), отошедшей в основном к ФБиГ (29 нп), была выделена отдельная община Петровац (6 нп), отошедшая к Республике Сербской.